# 2013–2014-es magyar női kézilabda-bajnokság (első osztály)
A 2013–2014-es magyar női kézilabda-bajnokság első osztálya a bajnokság 63. kiírása. A szezon 2013. augusztus 30
-án kezdődött és várhatóan 2014 májusában ér véget. A bajnokság címvédője a Győri Audi ETO KC csapata.

## Lebonyolítás
A 22 fordulós alapszakasz után az első négy helyezett közül az első a negyedikkel, a második a harmadikkal az egyik fél második győzelméig tartó elődöntőt, majd a győztesek szintén két győzelemre menő döntőt játszanak, a vesztesek pedig bronzmérkőzést vívnak. Változás a korábbiakhoz képest, hogy a fináléban és a bronzmeccsen a pályaelőnyt megszerző csapat a második és a harmadik mérkőzésnek lesz a házigazdája, megnövelve ezzel a hazai pályán való ünneplés esélyét. Az 5–8., illetve a 9–12. helyen végző együttesek oda-vissza vágó körmérkőzést játszanak a végső helyezések eldöntéséért. Az utolsó két helyezett a versenykiírás szerint kiesik.
- Alapszakasz: 2013. augusztus 31. – 2014. március 9.
- Rájátszás: 2014. április 9. – május 18.

## Részt vevő csapatok
A bajnokság mezőnyét eredetileg a tavalyi bajnokság első 10 helyezettje és a másodosztályból feljutott 2 csapat alkotta volna, ám a 6. helyen záró Kiskunhalas NKSE anyagi gondok miatt visszavonta az első osztályú tagságát így helyette az utolsó helyezett MTK-Budapest SE kapta meg a tagságot. A kiskunhalasi klub által megüresedett helyet az NB1/B keleti csoportjának győztese, az Eszterházy KFSC szerezte meg. A másik kieső DVSC-TVP is megőrizte tagságát, mivel az NB1/B nyugati csoportjának feljutója, a Szekszárdi FGKC szintén anyagi problémák miatt nem vállalta az első osztályban való részvételt.

### Az induló csapatok
| Klub név               | Székhely       | Előző szezon    |
| ---------------------- | -------------- | --------------- |
| Békéscsaba ENK SE      | Békéscsaba     | 9. az NB1-ben   |
| Dunaújvárosi Kohász KA | Dunaújváros    | 8. az NB1-ben   |
| DVSC-TVP 1             | Debrecen       | 11. az NB1-ben  |
| Eszterházy KFSC        | Eger           | 1. az NB1/B-ben |
| Érdi VSE               | Érd            | 3. az NB1-ben   |
| Fehérvár KC            | Székesfehérvár | 5. az NB1-ben   |
| Ferencvárosi TC        | Budapest       | 2. az NB1-ben   |
| Győri ETO KC           | Győr           | 1. az NB1-ben   |
| MTK-Budapest SE ²      | Budapest       | 12. az NB1-ben  |
| Siófok KC              | Siófok         | 10. az NB1-ben  |
| Váci NKSE              | Vác            | 4. az NB1-ben   |
| Veszprém Barabás KC    | Veszprém       | 7. az NB1-ben   |

Vastagon kiemelve a címvédő.

## Az alapszakasz
| #   | Csapat                   | M  | GY | D | V  | G+ – G– | GK   | P  | Megjegyzések    |
| --- | ------------------------ | -- | -- | - | -- | ------- | ---- | -- | --------------- |
| 1.  | Győri ETO KC             | 22 | 21 | 0 | 1  | 730–465 | +265 | 42 | Rájátszás 1–4.  |
| 2.  | Ferencvárosi TC          | 22 | 20 | 0 | 2  | 730–535 | +195 | 40 | Rájátszás 1–4.  |
| 3.  | Dunaújvárosi Kohász KA   | 22 | 16 | 1 | 5  | 622–551 | +71  | 33 | Rájátszás 1–4.  |
| 4.  | Érdi VSE                 | 22 | 14 | 1 | 7  | 615–542 | +73  | 29 | Rájátszás 1–4.  |
| 5.  | Siófok KC-Galerius Fürdő | 22 | 10 | 1 | 11 | 593–622 | −29  | 21 | Rájátszás 5–8.  |
| 6.  | Ipress Center-Vác        | 22 | 9  | 3 | 10 | 550–558 | −8   | 21 | Rájátszás 5–8.  |
| 7.  | Fehérvár KC              | 22 | 10 | 1 | 11 | 577–563 | +14  | 21 | Rájátszás 5–8.  |
| 8.  | Békéscsaba ENK SE        | 22 | 9  | 1 | 12 | 555–561 | −6   | 19 | Rájátszás 5–8.  |
| 9.  | DVSC-TVP                 | 22 | 9  | 1 | 12 | 582–623 | −41  | 19 | Rájátszás 9–12. |
| 10. | Veszprémi Barabás KC     | 22 | 7  | 1 | 14 | 543–586 | −43  | 15 | Rájátszás 9–12. |
| 11. | MTK-Budapest SE          | 22 | 2  | 0 | 20 | 471–700 | −229 | 4  | Rájátszás 9–12. |
| 12. | Eszterházy KFSC          | 22 | 0  | 0 | 22 | 499–761 | −262 | 0  | Rájátszás 9–12. |

Utolsó frissítés: 2014. március 20. 
Forrás:  
A rangsorolás alapszabályai: 1. összpontszám, 2. egymás elleni eredmények összpontszáma, 3. gólkülönbség, 4. szerzett gólok száma.
(B): Bajnokcsapat, (K): Kieső csapat, (F): Feljutó csapat, (I): Kupainduló, (R): A rájátszás győztese, (KGY): Kupagyőztes

### Eredmények
| Hazai \ Vendég1        | BÉK   | DUN   | DVS   | ESZ   | ÉRD   | FEH   | FTC   | GYŐ   | MTK   | SIÓ   | VÁC   | VES   |
| Békéscsaba ENK SE      |       | 23–24 | 34–22 | 35–29 | 20–26 | 25–21 | 27–32 | 15–30 | 35–23 | 32–26 | 23–21 | 28–24 |
| Dunaújvárosi Kohász KA | 25–17 |       | 32–21 | 36–26 | 27–34 | 29–27 | 28–26 | 24–27 | 34–29 | 36–23 | 26–22 | 30–25 |
| DVSC-TVP               | 27–24 | 28–27 |       | 33–22 | 24–31 | 21–23 | 25–36 | 20–29 | 33–22 | 31–28 | 25–30 | 26–30 |
| Eszterházy KFSC        | 19–32 | 26–36 | 26–31 |       | 27–32 | 20–37 | 24–37 | 20–39 | 21–22 | 30–45 | 22–31 | 22–33 |
| Érdi VSE               | 29–20 | 20–22 | 36–33 | 35–22 |       | 28–17 | 25–33 | 23–31 | 38–23 | 33–28 | 24–14 | 21–16 |
| Fehérvár KC            | 28–22 | 18–26 | 21–24 | 39–21 | 31–28 |       | 21–27 | 26–33 | 33–16 | 35–30 | 24–30 | 27–21 |
| Ferencvárosi TC        | 38–28 | 35–26 | 37–26 | 42–18 | 35–27 | 27–26 |       | 20–17 | 35–18 | 40–23 | 39–30 | 41–30 |
| Győri ETO KC           | 24–20 | 34–22 | 33–26 | 41–17 | 34–24 | 30–18 | 29–21 |       | 45–24 | 37–22 | 27–21 | 34–25 |
| MTK-Budapest SE        | 19–29 | 24–34 | 24–26 | 26–25 | 18–28 | 21–27 | 21–39 | 16–45 |       | 24–25 | 21–31 | 19–27 |
| Siófok KC              | 27–20 | 24–24 | 28–26 | 31–20 | 17–25 | 33–21 | 19–32 | 23–35 | 38–23 |       | 23–21 | 24–22 |
| Váci NKSE              | 27–27 | 23–24 | 28–28 | 31–23 | 28–28 | 21–27 | 23–31 | 25–32 | 20–18 | 26–24 |       | 22–21 |
| Veszprém Barabás KC    | 20–19 | 19–30 | 22–26 | 37–19 | 22–20 | 30–30 | 24–27 | 13–44 | 32–20 | 29–32 | 21–25 |       |

Utolsó felvett mérkőzés dátuma: 2014. március 12. 
Forrás: nso.hu 
1A hazai csapatok a bal oldali oszlopban szerepelnek.
Színek: Zöld = hazai győzelem; Sárga = döntetlen; Piros = vendéggyőzelem.
 

## A rájátszás

### 1-4. helyért
Elődöntő
|                 | Eredmény |                        | 1. mérk. | 2. mérk. | 3. mérk. |
| --------------- | -------- | ---------------------- | -------- | -------- | -------- |
| Győri ETO KC    |          | Érdi VSE               | 35–21    | 33–26    |          |
| Ferencvárosi TC |          | Dunaújvárosi Kohász KA | 38–19    | 33–26    |          |

Harmadik helyért
|                        | Eredmény |          | 1. mérk. | 2. mérk. | 3. mérk. |
| ---------------------- | -------- | -------- | -------- | -------- | -------- |
| Dunaújvárosi Kohász KA |          | Érdi VSE | 26–27    | 26–27    |          |

Döntő
|              | Eredmény |                 | 1. mérk. | 2. mérk. | 3. mérk. |
| ------------ | -------- | --------------- | -------- | -------- | -------- |
| Győri ETO KC |          | Ferencvárosi TC | 32–25    | 30–25    |          |

### 5-8. helyért
| #  | Csapat                   | M | GY | D | V | G+ – G– | GK  | P | Megjegyzések |
| -- | ------------------------ | - | -- | - | - | ------- | --- | - | ------------ |
| 5. | Békéscsaba ENK SE        | 4 | 3  | 1 | 0 | 113–96  | +17 | 7 |              |
| 6. | Fehérvár KC              | 4 | 3  | 0 | 1 | 101–96  | +5  | 6 |              |
| 7. | Ipress Center-Vác        | 4 | 1  | 1 | 2 | 87–98   | −11 | 3 |              |
| 8. | Siófok KC-Galerius Fürdő | 4 | 0  | 0 | 4 | 89–100  | −11 | 0 |              |

| Hazai \ Vendég1   | BÉK   | FEH   | SIÓ   | VÁC   |
| Békéscsaba ENK SE |       | 29–24 | 30–27 | 30–21 |
| Fehérvár KC       |       |       | 27–26 | 28–21 |
| Siófok KC         |       | 20–22 |       |       |
| Váci NKSE         | 24–24 |       | 21–16 |       |

### 9-12. helyért
| #   | Csapat               | M | GY | D | V | G+ – G– | GK  | P | Megjegyzések       |
| --- | -------------------- | - | -- | - | - | ------- | --- | - | ------------------ |
| 9.  | DVSC-TVP             | 4 | 4  | 0 | 0 | 130–109 | +21 | 8 |                    |
| 10. | Veszprémi Barabás KC | 4 | 3  | 0 | 1 | 128–89  | +39 | 6 |                    |
| 11. | MTK-Budapest SE      | 4 | 1  | 0 | 3 | 90–108  | −18 | 2 | Kiesés az NB1/B-be |
| 12. | Eszterházy KFSC      | 4 | 0  | 0 | 4 | 98–140  | −42 | 0 | Kiesés az NB1/B-be |

| Hazai \ Vendég1      | DVS   | ESZ   | MTK   | VES   |
| DVSC-TVP             |       |       | 32–26 |       |
| Eszterházy KFSC      | 33–41 |       | 18–23 | 23–37 |
| MTK-Budapest SE      | 25–31 |       |       | 16–27 |
| Veszprémi Barabás KC | 25–26 | 39–24 |       |       |

## A végeredmény
| #   | Csapat                                | Megjegyzések                                    |
| --- | ------------------------------------- | ----------------------------------------------- |
| 1.  | Győri Audi ETO KC                     | 2014–2015-ös női EHF-bajnokok ligája csoportkör |
| 2.  | FTC-Rail Cargo Hungária               | 2014–2015-ös női EHF-bajnokok ligája selejtező  |
| 3.  | Érd                                   | 2014–2015-ös női EHF-kupa selejtező             |
| 4.  | Dunaújvárosi KA                       | 2014–2015-ös női EHF-kupa selejtező             |
| 5.  | Fehérvár KC                           |                                                 |
| 6.  | EUbility Group-Békéscsabai Előre NKSE |                                                 |
| 7.  | Siófoki KC-Galerius Fürdő             |                                                 |
| 8.  | Ipress Center-Vác                     |                                                 |
| 9.  | DVSC-TVP                              |                                                 |
| 10. | Veszprémi Barabás-Duna Takarék        |                                                 |
| 11. | MTK-Budapest                          | Kiesés az NB1/B-be                              |
| 12. | Eszterházy KFSC-Globál Safe           | Kiesés az NB1/B-be                              |